# Kostel svatého Václava (Čermná)
Kostel svatého Václava, mučedníka stojí v centru obce. Kostel stál v obci již v roce 1381. Dnešní novogotický opačně orientovaný kostel byl vystavěn uprostřed hřbitova v letech 1917–1923 na místě starého kostela, zbouraného roku 1913. Kostel je ojedinělým příkladem novostavby vesnického kostela ve 20. století.